# 真菌繁殖
真菌繁殖是一種由交配型控制的複雜過程。 調查顯示出真菌繁殖已經集中在幾個特定不同表現的物種。不是每個真菌都有產生性別，即使有產生也是同配生殖；而且，"雄性"和"雌性" 不適用在真菌界之中的許多物種。同配子生殖的物種能讓相同的交配型繁殖，而異配子生殖的物種只能讓不同的交配型繁殖。 
同配生殖的真菌中可能只包括從一個細胞到另一個細胞核的轉移。 營養不兼容的物種通常阻止一個真菌和另一個真菌單獨繁殖。相同的不兼容孤立物種無法繁殖或有效繁殖。經報告出來的變異型包括同化學型繁殖，孢子體至配子體的繁殖以及粒線體的雙親轉換。

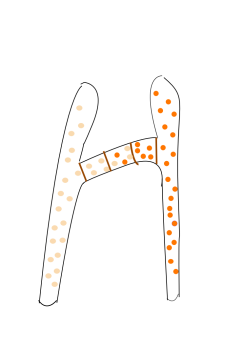
接合菌門的真菌於繁殖階段之中形成帶有懸帶的原配子囊。
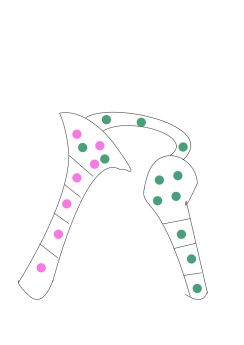
子囊菌門的真菌形成帶有受精絲橋的卵器精器。
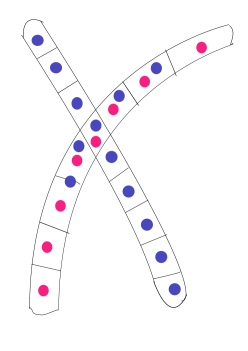
兩個兼容的典型單核體交配融合於擔子菌門